# Maabus
Maabus è un videogioco di genere avventura dinamica sviluppato dalla Microforum International e pubblicato dalla Monolith Productions per Microsoft Windows nel 1994.

## Modalità di gioco
Maabus è un'avventura dinamica in prima persona dove il giocatore controlla una sonda armata, spedita dall'Ammiraglio Terrence Jefferson (interpretato da James Loxley) su un'isola tropicale dove abitano numerose forme di vita ignote. Il giocatore è incaricato di combattere creature giganti, risolvere enigmi e scoprire la fonte della radiazione prima che essa si diffonda nelle coste americane, in Australia e nel resto del mondo.
Il gioco inizia con un menu principale dove è possibile impostare il tempo limite tra 60, 90 o 120 minuti. Una volta iniziata la partita, il giocatore viaggia attraverso una mappa in stile punta e clicca, spesso assistito dall'Ammiraglio. Per difendersi e distruggere i mostri, il robot dispone di laser, missili e un gas tossico; tuttavia, possiede anche un dispositivo di autodistruzione nel caso il giocatore desideri arrendersi (ma questa opzione può essere reversibile). Nel caso il robot si autodistrugga, venga distrutto dall'attacco di una creatura o sbagli in un enigma, l'isola esploderà e la distruzione totale del mondo porterà al Game Over. Non ci sono checkpoint, e si dispone di una sola vita, e anche se è possibile salvare la partita ogni tanto, i salvataggi sono relativi ai tre CD-ROM del gioco, e non è possibile salvare una partita nel terzo CD-ROM.
Ogni volta che si esce dal gioco, o quando si vince la partita, appare una slot machine dove, nel caso compaiano tre alieni blu, si può vincere la collezione completa di CD-ROM della Microforum; la versione "vincitore" contiene anche un codice vittoria.

## Accoglienza
La rivista Next Generation ha votato Maabus con quattro stelle su cinque, commentando: "a meno che [...] morire in numerosi imprevedibili modi sia la vostra idea di divertimento, meglio che spendiate i vostri soldi per qualcos'altro".
Entertainment Weekly ha votato il gioco con una A-, considerandolo un'avvincente combinazione tra Myst, Doom e The 7th Guest.